# 토레펠리체
토레펠리체(비바로알프스: La Torre de Pèlis)는 이탈리아 피에몬테주 토리노 광역시에 있는 코무네로, 토리노에서 남서쪽으로 약 45 킬로미터 (28 mi) 떨어져 있다. 이 지자체는 프랑스 국경에서 약 17.7km (11마일) 떨어져 있다. 펠리체강이 흐른다.
토레펠리체는 발도파 교회의 중심지이다. 이 도시에는 800년 이상의 발도 문화를 보여주는 250개 이상의 유물(무기, 붕대, 유물, 전례 용품, 메달, 동전, 그림, 판화 포함)을 전시하는 발도 박물관이 있다. 발도파는 13세기 초 이 계곡에 도착했다. 토레펠리체 근처의 한 동굴에서 그들은 찬포란 시노드를 열어 개신교 종교 개혁(1590)에 동참했다.
이곳은 앙그로냐, 빌라르펠리체, 루세르나산조반니, 로라, 바우산, 아이랄리 지자체와 접해 있다.

## 유명 거주자
- 존 찰스 벡위스
- 미그제니, 알바니아 시인 및 작가
- 다비데 조르다노, 의사, 외과 의사, 전 아테네오 베네토 회장
- 안드레아 키아로티, 아이스 슬레지 하키 패럴림픽 선수 및 코치

## 자매 도시
- 구아르디아피에몬테세, 이탈리아
- 발데세 (노스캐롤라이나주), 미국